# IOS 15
iOS 15 és la quinzena versió principal del sistema operatiu mòbil iOS desenvolupat per Apple per a les seves línies de productes iPhone i iPod Touch. Es va anunciar a la Conferència Mundial de Desenvolupadors de la companyia el 7 de juny de 2021, com a successor d'iOS 14 i es va llançar al públic el 20 de setembre de 2021.
El 6 de juny de 2022 a la WWDC 2022, es va anunciar el seu successor, iOS 16. iOS 15 va ser succeït oficialment per iOS 16 el 12 de setembre de 2022.
iOS 15 és la versió final d'iOS que és compatible amb l'iPhone 6s i 6s Plus, l'iPhone SE de primera generació, l'iPhone 7 i 7 Plus i l'iPod Touch, ja que el seu successor, iOS 16, deixa el suport per a aquests models, inclòs el setè. iPod Touch de generació.

## Característiques del sistema

### Focus
En substitució de la funció dedicada No molestar introduïda a iOS 6, Focus és una nova característica que permet a un usuari canviar el seu "estat", com ara Treballar, Dormir, No molestar o un focus personalitzat. En funció de l'estat seleccionat, els usuaris poden definir el tipus de notificació que volen rebre i des de quina aplicació. També és possible escollir quines pàgines i, a continuació, aplicacions mostrar-se a la pàgina d'inici en funció de l'estat. L'estat pot canviar automàticament en funció del lloc o de l'hora de l'usuari.
Focus també controla les interaccions amb els contactes, de manera que és possible decidir quins contactes específics poden "pertorbar" l'usuari.
Alguns paràmetres de la pantalla de bloqueig es poden controlar en funció de l'estat: per exemple, la funció Dim Lock Screen, que fa que la pantalla de bloqueig no mostri notificacions en aquesta pantalla, es pot activar o desactivar automàticament segons l'estat.
Focus es sincronitza automàticament en diferents dispositius iOS, iPadOS i macOS al mateix compte d'iCloud, així com a qualsevol dispositiu watchOS emparellat.

### Notificacions
Les notificacions reben un nou aspecte amb fotos de contacte per a totes les aplicacions de comunicació i icones d'aplicacions més grans. Quan arriba la notificació, l'usuari pot silenciar l'aplicació corresponent durant una hora o tot el dia.
El resum permet a l'usuari agrupar i posposar les notificacions procedents de les aplicacions escollides, lliurant-les a una hora programada en una única notificació gran anomenada notificació resumida.

### Text en directe
Els dispositius amb xip A12 o posterior admeten Live Text, que utilitza el reconeixement òptic de caràcters per reconèixer el text de les imatges, permetent copiar i enganxar, cercar i traduir a Fotos, Captures de pantalla, Mirada ràpida, Safari i Vista prèvia en directe amb càmera. Aquesta funció utilitza el reconeixement de text d'intel·ligència artificial mitjançant Neural Engine.

### Piles intel·ligents amb widgets suggerits
Els widgets d'iOS 15 són ara més dinàmics: depenent del context, el sistema pot afegir o eliminar widgets a les piles existents. Per exemple, a prop de l'inici d'un determinat esdeveniment al calendari, el sistema pot decidir afegir el widget del calendari a una pila intel·ligent existent, si encara no està present, i després eliminar-lo al final de l'esdeveniment.

### Arrossega i deixa anar entre aplicacions
Les imatges i el text es poden arrossegar des d'una aplicació i deixar-los caure en una altra. Aquesta funció anteriorment només estava disponible a iPadOS.

### Millores d'accessibilitat
- Accessibilitat per aplicació: cada aplicació pot tenir una configuració d'accessibilitat diferent per personalitzar el text (text en negreta, text més gran, formes de botons, etiquetes d'activació/desactivació, reducció de la transparència), augmentar el contrast, reduir el moviment, reproduir automàticament la vista prèvia del vídeo,
- Exploració d'imatges amb VoiceOver: descriu fotos per oferir als usuaris amb poca visió més context sobre el que es mostra a la foto.
- Gràfics audibles: el marc d'accessibilitat Audio Graphs permet representar dades de gràfics amb àudio per a persones cegues i amb poca visió.

### iCloud
Ara també es poden fer còpies de seguretat a iCloud a les xarxes mòbils 5G.